# Conselleria d'Empresa, Universitat i Ciència de la Generalitat Valenciana
La Conselleria d'Empresa, Universitat i Ciència del Consell de la Generalitat Valenciana va ser el màxim òrgan responsable en matèria d'empresa, universitats i ciència.
Durant el temps que va existir (2004-2007) el seu conseller va ser Justo Nieto. Prèviament i posteriorment, s'encarrega d'aquestos temes altres conselleries.

## Llista de consellers
| Legislatura    | Inici                                        | Finalització                                 | Nom                                          | Partit                                       |
| -------------- | -------------------------------------------- | -------------------------------------------- | -------------------------------------------- | -------------------------------------------- |
| VI (2003-2007) | Conselleria d'Empresa, Universitat i Ciència | Conselleria d'Empresa, Universitat i Ciència | Conselleria d'Empresa, Universitat i Ciència | Conselleria d'Empresa, Universitat i Ciència |
| VI (2003-2007) | 27 d'agost de 2004                           | 29 de juny de 2007                           | Justo Nieto Nieto                            | PP                                           |

## Històric de càrrecs
- Secretaria Autonòmica d'Empresa:
  - Pedro Coca Castaño (- 6 juliol 2007[3])

- Direcció General d'Indústria i Comerç:
  - José Miguel Salavert Fernández (- 6 juliol 2007[3])

- Direcció General de Seguretat Industrial i Consum:
  - Carlos Mazón Guixot (- 6 juliol 2007[3])

- Direcció General d'Universitat i Formació Superior:
  - José Esteban Capilla Romá (- 6 juliol 2007[3])

- Direcció General d'Investigació i Transferència Tecnològica:
  - Jesús Tadeo Pastor Ciurana (- 6 juliol 2007[3])

- Direcció General de Coordinació d'Infraestructures Científiques i Tecnològiques:
  - José Jaime Gómez Hernández (- 6 juliol 2007[3])